# Puchar Świata Juniorów w saneczkarstwie (tory naturalne) 2022/2023
Sezon 2022/2023 Pucharu Świata Juniorów w saneczkarstwie na torach naturalnych – 9. sezon w historii Pucharu Świata Juniorów w saneczkarstwie na torach naturalnych rozpoczął się 30 grudnia 2022 roku w austriackiej miejscowości Obdach-Winterleiten. Ostatnie zawody z tego cyklu zostały rozegrane 29 stycznia 2023 roku na torze w austriackim Umhausen. Rozegrane zostały cztery konkursy w czterech miejscowościach.
Podczas sezonu 2022/2023 odbyła się jedna ważna impreza w randze juniorów. To Mistrzostwa Europy Juniorów, które zostały rozegrane na torze w austriackim Mariazell.
W klasyfikacji kobiet najlepsza była Jenny Castiglioni, u mężczyzn wygrał Fabian Brunner, a w dwójkach trzeci raz z rzędu triumfowali Anton Gruber Genetti i Hannes Unterholzner.
Wszyscy reprezentowali Włochy.

## Kalendarz zawodów Pucharu Świata
| Lp.                                     | Data                | Miejscowość         | Konkurencja      | 1 miejsce                                         | 2 miejsce                                         | 3 miejsce                           |
| --------------------------------------- | ------------------- | ------------------- | ---------------- | ------------------------------------------------- | ------------------------------------------------- | ----------------------------------- |
| 1. PŚ                                   | 30-31 grudnia 2022  | Obdach-Winterleiten | Jedynki kobiet   | Riccarda Rütz                                     | Tina Stuffer                                      | Jenny Castiglioni                   |
| 1. PŚ                                   | 30-31 grudnia 2022  | Obdach-Winterleiten | Jedynki mężczyzn | Alex Oberhofer                                    | Fabian Brunner                                    | Hannes Unterholzner                 |
| 1. PŚ                                   | 30-31 grudnia 2022  | Obdach-Winterleiten | Dwójki mężczyzn  | Włochy Anton Gruber Genetti · Hannes Unterholzner | Słowenia Matevz Vertelj · Vid Kralj               | Włochy Tobias Paur · Andreas Hofer  |
| 2. PŚ                                   | 4-5 stycznia 2023   | Passeier            | Jedynki kobiet   | Riccarda Rütz                                     | Jenny Castiglioni                                 | Ivonne Müller                       |
| 2. PŚ                                   | 4-5 stycznia 2023   | Passeier            | Jedynki mężczyzn | Fabian Brunner                                    | Hannes Unterholzner                               | Alex Oberhofer                      |
| 2. PŚ                                   | 4-5 stycznia 2023   | Passeier            | Dwójki mężczyzn  | Włochy Anton Gruber Genetti · Hannes Unterholzner | Włochy Tobias Paur · Andreas Hofer                | Słowenia Matevz Vertelj · Vid Kralj |
| 3. PŚ                                   | 20-21 stycznia 2023 | Seiser Alm          | Jedynki kobiet   | Jenny Castiglioni                                 | Tina Stuffer                                      | Sarah Schiller                      |
| 3. PŚ                                   | 20-21 stycznia 2023 | Seiser Alm          | Jedynki mężczyzn | Fabian Brunner                                    | Alex Oberhofer                                    | Tobias Paur                         |
| 3. PŚ                                   | 20-21 stycznia 2023 | Seiser Alm          | Dwójki mężczyzn  | Włochy Tobias Paur · Andreas Hofer                | Włochy Anton Gruber Genetti · Hannes Unterholzner | Słowenia Matevz Vertelj · Vid Kralj |
| 4. PŚ                                   | 28-29 stycznia 2023 | Umhausen            | Jedynki kobiet   | Jenny Castiglioni                                 | Sarah Schiller                                    | Katharina Hofer                     |
| 4. PŚ                                   | 28-29 stycznia 2023 | Umhausen            | Jedynki mężczyzn | Fabian Brunner                                    | Hannes Unterholzner                               | Anton Gruber Genetti                |
| 4. PŚ                                   | 28-29 stycznia 2023 | Umhausen            | Dwójki mężczyzn  | Włochy Tobias Paur · Andreas Hofer                | Włochy Anton Gruber Genetti · Hannes Unterholzner | Słowenia Matevz Vertelj · Vid Kralj |
| Mistrzostwa Europy Juniorów – Mariazell |                     |                     |                  |                                                   |                                                   |                                     |

## Klasyfikacje

### Jedynki kobiet
| 1.    | Jenny Castiglioni | Włochy  | 3.  | 2.  | 1.  | 1. | 355 |
| 2.    | Tina Stuffer      | Włochy  | 2.  | 4.  | 2.  | 4. | 290 |
| 3.    | Sarah Schiller    | Niemcy  | 5.  | 5.  | 3.  | 2. | 265 |
| 4.    | Riccarda Rütz     | Austria | 1.  | 1.  | dnf | -  | 200 |
| 5.    | Lotte Mulser      | Włochy  | 6.  | 9.  | 5.  | 5. | 199 |
| 6.    | Carolin Marzari   | Włochy  | 9.  | 15. | 6.  | 6. | 165 |
| . . . |                   |         |     |     |     |    |     |
| 23.   | Paulina Lipińska  | Polska  | 17. | -   | -   | -  | 24  |

### Jedynki mężczyzn
| 1.    | Fabian Brunner       | Włochy   | 2.  | 1. | 1.  | 1. | 385 |
| 2.    | Alex Oberhofer       | Włochy   | 1.  | 3. | 2.  | 4. | 315 |
| 3.    | Hannes Unterholzner  | Włochy   | 3.  | 2. | 7.  | 2. | 286 |
| 4.    | Tobias Paur          | Włochy   | 4.  | 6. | 3.  | 7. | 226 |
| 5.    | Anton Gruber Genetti | Włochy   | 5.  | 4. | 17. | 3. | 209 |
| 6.    | Vid Kralj            | Słowenia | 7.  | 9. | 4.  | 6. | 195 |
| . . . |                      |          |     |    |     |    |     |
| 35.   | Adrian Machnik       | Polska   | 29. | -  | -   | -  | 12  |
| 37.   | Oliwier Hajduk       | Polska   | 32. | -  | -   | -  | 9   |
| 38.   | Nikolas Dawidowski   | Polska   | 35. | -  | -   | -  | 6   |

### Dwójki
| Miejsce | Zawodniczka                              | Reprezentacja | OBD | PAS | SEI | UMH | Punkty |
| ------- | ---------------------------------------- | ------------- | --- | --- | --- | --- | ------ |
| 1.      | Anton Gruber Genetti Hannes Unterholzner | Włochy        | 1.  | 1.  | 2.  | 2.  | 370    |
| 2.      | Tobias Paur Andreas Hofer                | Włochy        | 3.  | 2.  | 1.  | 1.  | 355    |
| 3.      | Matevs Vertelj Vid Kralj                 | Słowenia      | 2.  | 3.  | 3.  | 3.  | 295    |
| 4.      | Peter Neupauer Dominik Neupauer          | Słowacja      | 4.  | 4.  | -   | -   | 120    |
| 5.      | Gabriel Halcin Samuel Halcin             | Słowacja      | 5.  | 5.  | -   | -   | 110    |
| 6.      | Adrian Machnik Nikolas Dawidowski        | Polska        | 6.  | -   | -   | -   | 50     |